# Orocrambus punctellus
Orocrambus punctellus là một loài bướm đêm trong họ Crambidae.